# Jacqueline MacInnes Wood
Jacqueline MacInnes Wood (Windsor, 17 aprile 1987) è un'attrice e cantante canadese.
È famosa per il ruolo di Steffy Forrester nella soap opera Beautiful, per la quale si è aggiudicata tre Daytime Emmy Awards.

## Biografia
Nata a Windsor, in Ontario (Canada), è figlia di Sandie Alexandra MacInnes e James C. Wood. È di origini indigene (Cree), scozzesi, francesi e brasiliane. Ha preso lezioni di recitazione presso l'Università Ryerson, il Center for the Arts e l'Armstrong Acting Studio.
Nel novembre 2017 annuncia il fidanzamento con Elan Ruspoli, con cui si sposa nel luglio 2018. La coppia ha cinque figli, Rise, nato il 4 marzo 2019, Lenix, nato il 21 febbraio 2021, Brando, nato il 24 maggio 2022, Valor James, nato il 27 agosto 2023 e Grace nata a giugno 2025.

## Carriera
Dopo essersi trasferita a Toronto all'età di 18 anni per perseguire il suo sogno di attrice, Jacqueline MacInnes Wood, nel 2008 viene scelta per interpretare una delle co-protagoniste nel film horror Nightmare at the End of the Hall. Nel maggio dello stesso anno le viene assegnato il ruolo di Steffy Forrester, figlia di Ridge Forrester (Ronn Moss prima, Thorsten Kaye dopo) e Taylor Hayes (Hunter Tylo prima, Krista Allen dopo) nella famosa soap opera americana Beautiful, ruolo che la Wood lascerà nel 2013, dopo oltre cinque anni di presenza nella soap. Successivamente a sorpresa nel gennaio 2015 la Wood rientra nel cast di Beautiful per poche puntate mentre a maggio 2015 rientra ufficialmente nel cast. 
Nel 2019 ha lasciato temporaneamente il cast perché in attesa della nascita del primo figlio, Rise, nato il 4 marzo 2019.
La performance della Wood di Steffy è stata acclamata e diventata una delle preferite dai fan. È stata elogiata come "una delle attrici più giovani che lavorano duramente al giorno d'oggi" e "un genio creativo, un'attrice che sembra migliorare con il tempo".
Nel 2009 ha interpretato Julie Gunn nel film Skyrunners della Disney XD, mentre nel 2010, Irena nel film Turn the Beat Around e nel settembre dello stesso anno Olivia Castle in Final Destination 5..
Nell'ottobre 2012, Wood ha posato per il mini calendario 2013 della rivista Maxim.
A parte la recitazione, è occasionalmente cantante e disc jockey: ha inciso due singoli dai titoli After Hour (di cui è stato realizzato anche il video musicale) e Girl You Knew.

## Attivismo
È una sostenitrice delle organizzazioni di salvataggio di animali domestici, dedicando tempo alla diffusione della consapevolezza attraverso l'attivismo sociale, incluso Twitter, sui rifugi per cani e sulla responsabilità dei proprietari di animali domestici, oltre a offrire volontariato con iniziative benefiche a favore del salvataggio degli animali.

## Filmografia

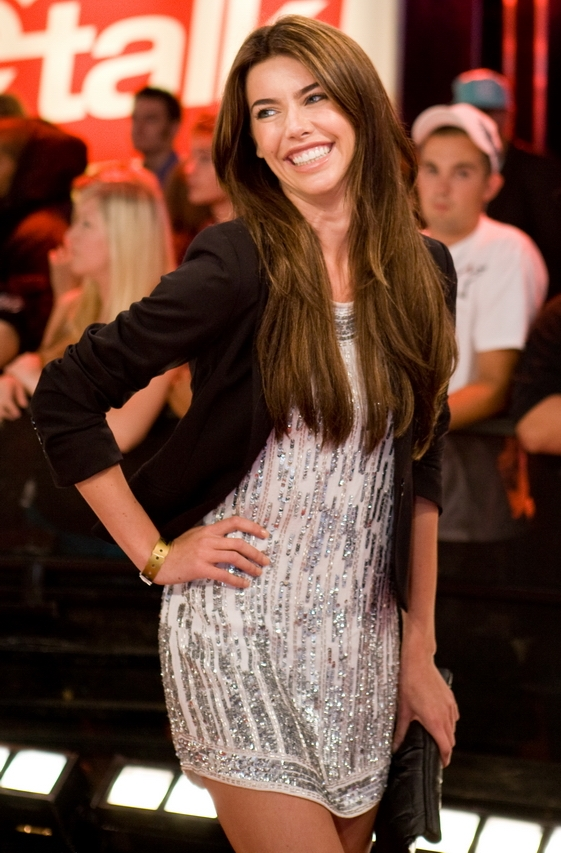
Jaqueline MacInnes Wood nel 2008 al Toronto International Film Festival

### Cinema
- Nightmare at the End of the Hall, regia di George Mendeluk (2008)
- Disco inferno, regia di Bradley Walsh (2010)
- Final Destination 5, regia di Steven Quale (2011)
- Her Husband's Betrayal, regia di Ron Oliver (2013)

### Televisione
- Runaway - In fuga – serie TV, episodio 9 (2006)
- MVP – serie TV, 2 episodi (2008)
- Beautiful – soap opera (2008-2013, 2015-in corso)
- Skyrunners – film TV, regia di Ralph Hemecker (2009)
- Arrow – serie TV, episodio pilota (2012)
- Party On – reality show TV, conduttrice (2013)
- Anger Management 2 – serie TV, episodio 71 (2014)
- Castle – serie TV, episodio 7x06 (2014)
- 19-2 – serie TV, 2 episodi (2015)

## Riconoscimenti
- Daytime Emmy Awards
  - 2012 – Miglior giovane attrice in una serie TV drammatica in Beautiful (candidatura)
  - 2013 – Miglior giovane attrice in una serie TV drammatica in Beautiful (candidatura)
  - 2018 – Miglior attrice non protagonista in una serie drammatica in Beautiful (candidatura)
  - 2019 – Miglior attrice protagonista in una serie drammatica in Beautiful (vittoria)
  - 2021 – Miglior attrice protagonista in una serie drammatica in Beautiful (vittoria)
  - 2023 – Miglior attrice protagonista in una serie drammatica in Beautiful (vittoria)

## Doppiatrici italiane
Nelle versioni italiane dei suoi film, Jacqueline MacInnes Wood è stata doppiata da:
- Ilaria Stagni in Beautiful
- Francesca Manicone in Final Destination 5
- Laura Lenghi in Arrow
- Barbara Villa in Castle